# Bittacus monastyrskiyi
Bittacus monastyrskiyi is een schorpioenvlieg uit de familie van de hangvliegen (Bittacidae). De wetenschappelijke naam van de soort is voor het eerst geldig gepubliceerd door Bicha in 2007.
De soort komt voor in Vietnam.